# Carlos Espínola (velejador)
Carlos Mauricio Espínola (Corrientes, 5 de outubro de 1971) é um velejador e politico argentino.

## Carreira
Carlos Mauricio Espínola representou seu país nos Jogos Olímpicos de 1996, 2000, 2004 e 2008 na qual conquistou medalhas em todas as presenças, sendo duas de prata e duas de bronze nas classes mistral e tornado. 